# Trường Ninh, Thượng Hải
Trường Ninh (tiếng Trung: 长宁区, Hán Việt: Trường Ninh khu) là một quận của thành phố trực thuộc trung ương Thượng Hải, Cộng hòa Nhân dân Trung Hoa. Đây là một quận nội thành của thượng Hải. Quận này có diện tích 38,30 km2, dân số năm theo điều tra dân số năm 2000 là 702.200 người.